# Мајевички партизански одред
Мајевички народноослободилачки партизански (НОП) одред формиран је почетком августа 1941. године на планини Мајевици и тада је имао око 20 бораца. До краја августа нарастао је на две чете - мајевичку и бијељинску.
Септембра 1941. године одлуком Главног штаба НОП одреда Босне и Херцеговине, за команданта одреда одређен је Иван Марковић Ирац, а за политичког комесара Фадил Јахић Шпанац, народни хероји.
Одред је неколико пута у току рата био расформиран и поново формиран. Свега месец дана по формирању, септембра 1941, је био разбијен, али је крајем септембра поново обновљен. Марта 1942. је поново расформиран, а формиран је новембра 1942. године (помиње се и као Први мајевички партизански одред). Од овог Одреда је марта 1943. године формирана Прва мајевичка ударна бригада, тако да је Одред поново престао да постоји. Фебруара 1943. године формиран је Други мајевички партизански одред, који је деловао до октобра исте године када је од њега формирана Друга мајевичка ударна бригада. Крајем новембра 1943. поново је формиран Мајевички партизански одред (помиње се и као Трећи мајевички партизански одред), који је деловао све до краја рата. Расформиран је 11. маја 1945. године по наређењу Штаба Трећег босанског корпуса ЈА.

## Борбена дејства Мајевичког одреда

### Прво формирање Одреда
Чете Мајевичког партизанског одреда су од његовог формирања, почетком августа 1941. године, вршиле неколико диверзантских акција на друмовима Тузла-Брчко и Лопаре-Зворник. Бијељинска чета је била присиљена, да се 1. септембра преко Дрине пребаци у Мачву. Мајевичка чета је 8. септембра заузела Лопаре, а 9. септембра разбила постројења рудника угља „Мајевица“, али су је 11. септембра разбиле јаке усташко-домобранске снаге.

### Друго формирање Одреда
Од партизанске групе која је остала на Мајевици и нових бораца, крајем септембра је обновљен Мајевички партизански одред који је тада имао око 50 бораца. Нападао је на мање усташке и домобранске посаде и вршио диверзантске акције на комуникацијама преко Мајевице, у Семберији и долини реке Спрече. Одред се попуњавао борцима са Мајевице, као и радницима и омладином, која су у Одред упућивале партијске организације КПЈ из Тузле и Бијељине. Почетком новембра у његов састав вратила се и Бијељинска чета, тако да је Мајевички одред тада у свом саставу имао Бијељинско-брчански батаљон и две чете са укупно око 200 бораца.
У ноћи 6/7. новембра јединице Одреда заробиле су у селу Површници вод домобрана из Осме пјешачке пуковније. Средином новембра у саставу Одреда је формиран и Мајевички батаљон. Заједно са Мајевичким четничким одредом, Одред је у ноћи 26/27. новембра напао и заузео усташко-домобранско упориште Корај. Пошто су четници по заузимању места извршили покољ над муслиманским становништвом (убили су око 400 људи, жена и деце), Штаб Одреда је донео одлуку да прекине сарадњу са четницима. Почетком јануара 1942. године Одред је у свом саставу имао око 400 бораца.
После Друге непријатељске офанзиве, на слободну територију источне Босне, четници су у овом делу Босне, прешли у отворену борбу против партизана. Четници капетана Стевана Дамјановића Леке, су 20. фебруара 1942. године, у селу Вукосавцима, код Лопара, извршили напад на Штаб Мајевичког одреда и убили 30 бораца и чланова Штаба. Међу погинулима тада су били и Иван Марковић Ирац и Фадил Јахић Шпанац, командант и политички комесар Одреда. Већ сутрадан, Мајевички партизански одред је напао четнике и разбио њихов батаљон у Чађавици и чете у Брезовом Пољу и Сандићима. У нападу на надмоћније четничке снага на Мајевици, 26. фебруара, Одред је био делом разбијен. Један мањи део бораца је тада напустио Одреда, док се њих око 240 повукло, 28. фебруара у Бирач, где је од њих и делова Бирчанског партизанског одреда 25. марта формиран Други источнобосански ударни батаљон и Пратећа чета Главног штаба НОП одреда Босне и Херцеговине. Крајем марта и званично је расформиран Мајевички партизански одред.

### Треће формирање Одреда - Први мајевички партизански одред
Након разбијања четничких снага на Мајевици (Битка на Малешевцима), 28. новембра 1942. године формиран је нови Мајевички партизански одред, који се често помињао и као Први мајевички партизански одред. Овај Одред је имао два батаљона са око 300 бораца. Половином децембра два немачка батаљона и седам усташко-домобранских бојни напало је слободну територију Мајевице. После тешких борби 15/17. децембра у рејону села Рожањ и Романи, мајевички одред и Шеста источнобосанска ударна бригада кренули су за Бирач и при пребацивању преко друма Тузла-Зворник, 18. децембра, напали непријатељска упоришта - Цапарде, Косовачу, Рудник и Шарце и заробили 75 домобрана.
На територији Бирча Мајевички одред је учествовао у чишћењу слободне територије од четничких група. Приливом нових бораца из Бирча, Мајевички одред је почетком јануара 1943. године ојачао, па је у његовом саставу образован и Трећи батаљон. Крајем јануара Одред се поново вратио на Мајевицу. Током фебруара, је заједно са Сремским партизанским одредом, извршио више успешних акција на Мајевици и у Семберији, међу којима се истиче - заробљавање 23. сантије Шесте домобранске пјешачке пуковније код села Црвеног Потока 18. фебруара. Ускоро се Мајевички одред понов вратио у Бирач, где је почетком марта, заједно са Шестом источнобосанском ударном бригадом и Бирчанским партизанским одредом учествовао у разбијању четника, а затим у борбама са усташама у селу Жљебовима и Хан Краму 9. марта, и поновним борбама са четницима у рејону Гласинца од 11. до 20. марта.
Од Првог мајевичког партизанског одреда 25. марта 1943. године формирана је Мајевичка група ударних батаљона, која је одлуком Врховног команданта НОВ и ПОЈ Јосипа Броза Тита, 11. априла исте године, преименована у Мајевичку народноосолободилаку ударну бригаду.

### Четврто формирање Одреда - Други мајевички партизански одред
Фебруара 1943. године, када је Мајевички партизански одред поново отишао у Бирач, на Мајевици је остала партизанска група, од које је крајем фебруара формиран Други мајевички партизански одред, који је у почетку имао три мања батаљона. Водио је честе борбе са четницима, усташама и домобранима, а значајније акције су му биле - заробљавање домобранских посада у селу Поповима и Амајлијама, крајем априла; разбијање три домобранске посаде у рејону Обренове косе и села Забрђе, 7. маја; заробљавање 13. сантије Шесте домобранске пуковније и домобранске посаде у селу Сухом Пољу, код Бијељине, 4. јуна. Маја 1943. године Други мајевички одред је ушао у састав Трећег босанског корпуса НОВЈ.
Заједно са Првим батаљоном Друге војвођанске ударне бригаде, после четворочасовне борбе код села Драгаљевца, код Бијељине 11. јуна, заробио је Трећу домобранску пуковнију са већом количином наоружања (3 топа, 1 минобацач, 16 митраљеза и др). Одред је 16. јуна 1943. године заједно са Првим батаљоном Друге војвођанске бригаде заузео рудник „Угљевик“, код Бијељине, разоружавши сантију домобрана из Шесте пуковније и 250 локалних милиционера. Одред се допуњавао борцима са Мајевице и из Семберије. Крајем јуна из Одреда је издвојено 500 бораца који су послати на допуну Прве мајевичке ударне бригаде, после битке на Сутјесци. А убрзо потом је у Одреду, због прилива нових бораца, формиран и Четврти батаљон. Одред је тада бројао око 500 бораца.
Крајем јула 1943. године заједно са деловима Прве војвођанске ударне бригаде разбио је код Лопара групу од 450 четника. Почетком августа Четврти батаљон је издвојен из Одреда и укључен, као допуна, у Шесту источнобосанску ударна бригаду. Одред се истако у борбама око Бијељине 12/13. августа, а потом, је садејствовао са јединицама Шеснаесте војвођанске дивизије у ослобођењу Бијељине, 24. септембра и Зворника 29. септембра. У Одред су тада приступили и нови борци из ослобођених градова, тако да је нарастао на преко 700 бораца. Од Другог мајевичког партизанског одреда 10. октобра 1943. године формирана је Друга мајевичка ударна бригада.

### Пето формирање Одреда - Трећи мајевички партизански одред
Крајем новембра 1943. године, од бораца са ослобођеног подручја Мејевице и Семберије, формиран је нови мањи Мајевички партизански одред који се често помињао и као Први мајевички партизански одред. Одред се од формирања до 6. марта 1944. године налазио у саставу Шеснаесте војвођанске дивизије, а од 6. марта у саставу 38. источнобосанске дивизије. Састав и јачина Одреда су се често мењали, па је у резним периодима имао од два до четири батаљона. Дејствовао је на подручју Мајевице, Семберије и Посавине. Заједно са другим јединицама Народноослободилачке војске Југославије учествовао је у уништењу четничких група и у борбама против усташких, домобранских и немачких снага. Одред је пружао помоћ органима народне власти и антифашистичким организацијама у организовању позадинске службе ослобођеној територији за потребе бригада и дивизија НОВЈ и вршио је обезбеђивање партизанских болница на терену. За све време све постојања, овај Одред је био мобилизаторски центар нових бораца, који су после краће обуке слати у јединице 16. војвођанске, 17. и 38. источнобосанске дивизије НОВЈ.
Одред је расформиран, по завршетку рата, 11. маја 1945. године одлуком Штаба 
Трећег босанског корпуса ЈА.

## Народни хероји Мајевичког одреда
Неки од борац Мајевичког партизанског одреда проглашени за народне хероје Југославије:
- Крсто Бјелетић, командир чете
- Веселин Гаврић, командир чете
- Владимир Перић Валтер, командант одреда
- Фадил Јахић Шпанац, политички комесар одреда
- Вељко Лукић Курјак, командир Семберске чете
- Дојчин Лукић,
- Иван Марковић Ирац, командант одреда
- Хусо Мерџић, политички комесар одреда
- Страхиња Митровић, политички комесар чете
- Лазо Стојановић Лазић, командир чете
- Перо Ћускић, члан Штаба Одреда
- Албин Херљевић, члан Штаба одреда